# 新潟県立三条東高等学校
新潟県立三条東高等学校（にいがたけんりつ さんじょうひがしこうとうがっこう）は、新潟県三条市北入蔵二丁目に所在する県立高等学校。普通科を設置。

## 概要
通称は東高(ひがしこう)、または『ひがし』。2003年12月には 陸上部女子駅伝チームが全国高等学校駅伝競走大会（女子）に初出場。以来3年連続県代表として出場を果たした。

## 沿革
- 1910年5月 - 南蒲原郡三条町立女子工芸学校として三条尋常高等小学校に設立。
- 1912年4月 - 南蒲原郡三条町立三条実科高等女学校と改称。
- 1921年4月 - 南蒲原郡三条町立三条高等女学校に組織変更。
- 1925年4月 - 三条町から新潟県に移管され、新潟県立三条高等女学校と改称。
- 1927年8月 - 三条町東裏館（現在の新潟県三条総合庁舎所在地）に移転。
- 1928年3月 - 校舎落成式挙行、校歌（旧校歌）「大空高く」（作詞：相馬御風、作曲：引田龍太郎）制定。
- 1948年4月 - 学制改革により、新潟県立三条女子高等学校と改称し、定時制被服科設置。
- 1950年4月 - 新潟県立三条東高等学校と改称。
- 1952年4月 - 定時制被服科の募集停止。
- 1958年4月 - 全日制に家政科を新設。
- 1974年4月 - 男女共学となる。
- 1976年4月 - 被服科の募集停止。
- 1977年11月 - 新校歌「太陽の光」（作詞：宮柊二、作曲：細谷一郎）制定。
- 1982年4月 - 三条市北入蔵（現在地）に移転。
- 1994年3月 - セミナーハウス「清嵐会館」完工。
- 1997年4月 - 家政科募集停止、普通科のみとなる。
- 2003年12月 - 陸上部女子駅伝チームが全国高等学校駅伝競走大会（女子）に初出場。以来3年連続県代表として出場（2005年現在）。
- 2010年10月 - 創立百周年記念式典。

## 教育目標
誠実で自立して在る若人の育成
- 自他の心と生命を尊重する精神を涵養する。
- 継続的に努力する気力・体力を養い、課題解決能力を向上させる。
- 確かな学力を定着させ、進路希望を実現させる。

## 校歌
- 『新潟県立三条東高等学校校歌』（作詞：宮柊二・作曲：細谷一郎）[1]

## 行事
- 4月 入学式、
- 5月 1学期中間考査
- 6月 体育祭、1学期期末考査
- 7月 1学期期末考査　球技大会
- 9月 文化祭
- 10月 2学期中間考査
- 11月 2学期期末考査
- 12月 修学旅行(2年生)行き先は各年ごとに変わる。グアムや近年は国内旅行。九州や中国・関西方面など様々。
- 2月 学年末考査
- 3月 卒業式

## 設置課程
- 全日制課程
  - 普通科

※2年次で[文系]、[理系]に分かれる。
※3年次でA系[文系]、B系[理系]に分かれる。
- 月・火・木・金曜日は55分6限授業、水曜日のみ50分7限授業である。

## 著名な出身者
- 佐々木志津子（現見附市議会議員、元新潟総合テレビアナウンサー）
- 高橋克実（俳優）
- 水野久美（女優）
- 吉田聖子（声優）

## 同窓会
- 慕光会(ぼこうかい)

## アクセス
- JR東三条駅から北東へ徒歩25分